# Pi Fornacis
Pi Fornacis (π For / HD 12438 / HR 594 / HIP 9440) es una estrella en la constelación de Fornax, el horno, de magnitud aparente +5,35. Se encuentra a 279 años luz de distancia del sistema solar. 
Pi Fornacis es una gigante amarilla de tipo espectral G5III. Con una temperatura efectiva entre 4975 y 5080 K, su luminosidad es 62 veces mayor que la del Sol. Tiene un radio de 10 - 11 radios solares, siendo una estrella de características semejantes a ε Hydrae A, γ Microscopii u 81 Ceti —esta última con un planeta extrasolar. 
Característica distintiva es su exigua metalicidad, abundancia relativa de elementos más pesados que el helio, muy inferior a la solar. Su contenido de hierro se sitúa entre el 25% y el 31% del encontrado en el Sol, por debajo del que tienen otras conocidas gigantes amarillas como Vindemiatrix (ε Virginis) o Muscida (ο Ursae Majoris).
Pi Fornacis es una estrella evolucionada con una masa algo mayor que la del Sol y su edad se estima en 5520 ± 2770 millones de años.